# Чепурченко, Вячеслав Юрьевич
Вячесла́в Ю́рьевич Чепурче́нко (род. 29 июля 1987, Ростов-на-Дону, СССР) — российский актёр театра, кино и телевидения.

## Биография

### Ранние годы
Родился 29 июля 1987 года в городе Ростове-на-Дону. Вскоре семья перебралась в город Камышин Волгоградской области. Мать — Ирина Игоревна Чепурченко (Зезерова) (родом из Камышина), актриса, одиннадцать лет проработала в труппе Камышинского драматического театра. Вячеслав в интервью не раз признавался, что воспитывали его мама, бабушка и дедушка.
Вячеслав сначала учился в камышинской средней школе № 4, а затем — в школе № 14. В школьные годы пел, танцевал, занимался спортом, в старших классах вёл на сцене школьные мероприятия. Учился со средней успеваемостью, но во всех смотрах самодеятельности принимал активное участие. Тем не менее, по словам матери, «он не тяготел к театру, не сидел за кулисами, не бредил сценой». Напротив, для всех был странным выбор факультета Вячеслава: он не любил театр, потому что он «отбирал у него маму».
После окончания школы собирался служить в МЧС России, но, по воле случая, посетив по приглашению знакомой девушки-скрипачки консерваторию в Саратове в День открытых дверей, был замечен народным артистом РСФСР и театральным педагогом Александром Галко, набиравшим свой актёрский курс, и по его совету принял решение поступать в этот вуз. Экзамены сдал на все пятёрки, получив самый большой проходной балл.
В 2005 году поступил, а в 2009 году окончил Театральный факультет Саратовской государственной консерватории имени Л. В. Собинова по специальности «Артист драматического театра и кино» (мастерская Александра Григорьевича Галко и Артёма Евгеньевича Кузина). В годы учёбы играл в спектаклях на сцене Саратовского государственного академического театра драмы имени И. А. Слонова. В 2008 году за успехи в учёбе был удостоен именной стипендии Олега Павловича Табакова.

### Карьера
Получив высшее актёрское образование, в 2009 году был принят в труппу Московского театра-студии под руководством Олега Табакова (ныне — Московский театр Олега Табакова). Выпускников-саратовцев всегда учили тому, что когда-то они смогут попасть на сцену Табакерки. На смотр в Саратов приехал Авангард Леонтьев, который отобрал группу студентов, которых, по его мнению, нужно было увидеть самому Табакову. Олег Павлович Табаков посмотрел группу на сцене и сказал актёрам, что мест в театре нет, но Вячеслава он попросил задержаться — так началась долгая и плодотворная работа Вячеслава Чепурченко в одном из лучших театров России.
Первой работой актёра стала роль Славика в «Волках и овцах» Константина Богомолова, причём такого героя изначально не было, но с появлением в труппе Чепурченко он появился и, судя по отзывам, стал довольно убедительным и нужным звеном постановки. Спектакль «Признания авантюриста Феликса Круля», в котором главную роль исполнял Сергей Безруков, должен был быть снят с показа, но Вячеслав показался художественному руководителю и режиссёру настолько подходящим под этот образ, что из-за него спектакль продолжил свою жизнь на сцене. Также актёр играл в спектакле «Сестра Надежда», где исполнял 3 или 4 небольших роли, — по его словам, эти роли гораздо приятнее, так как в них он мог импровизировать, раскрываться с разных сторон. Актёр занят в большом количестве спектаклей, также плодотворно и много снимается для телевидения (фильмы, сериалы) — его творческая копилка ТВ-шоу насчитывает более 45 проектов.
В 2020 году Вячеслав на шоу Михаила Шаца знакомится с Ильёй Авербухом, который приглашает его сняться в проекте «Ледниковый период». Вячеслав с энтузиазмом принимает приглашение и начинает усердно тренироваться. Первая партнёрша Вячеслава — Татьяна Тотьмянина, олимпийская чемпионка, — получила травму и после второго выпуска покинула шоу, хотя уже с ней, в самом начале, Вячеслав демонстрировал потрясающее положение на льду. На место Тотьмяниной пришла Яна Хохлова, призёр чемпионата мира, и у этой пары сразу сложились хорошие отношения, которые переросли в шедевры на льду — их первый совместный прокат сразу получил 12.00. Пара очевидно шла к победе, получая на всех этапах 12.00, если бы не падение Яны в четверть-финале, из-за которого им поставили 11,96. Пара заняла второе место на шоу, хотя отрыв от победителей был крайне минимален. По мнению огромного количества зрителей и самих участников шоу (например, Повиласа Ванагаса), именно пара Хохлова-Чепурченко должна была взять первое место, многие посчитали их второе место несправедливым. Сами звёзды фигурного катания активно и настойчиво звали Вячеслава в свою «ледовую семью», и Вячеслав продолжил гастролировать по России с шоу Ильи Авербуха.

### Личная жизнь
Вячеслав Чепурченко женат вторым браком.
Отношения с первой супругой, Викторией, у Вячеслава завязались в 2012 году, когда он только приехал в Москву. Пара сразу стала жить вместе. В 2017 году молодые люди узаконили свои отношения, но жизнь в браке продлилась недолго. По его словам, причиной разрыва была не измена, сам он относится к изменам крайне негативно и никак с ними не связан.
В 2019 году Вячеслав женился во второй раз. Вторая супруга Вячеслава — Екатерина Чепурченко. У пары родилась дочь Ярослава (род. 2019) и сын Тимофей (род. 2021). Сам актёр признаётся, что сейчас дом для него — самое комфортное место, и по возможности он старается проводить больше времени с женой и детьми.

## Творчество

### Театр
Саратовский государственный академический театр драмы имени И. А. Слонова
- 2007 — «Убегающий от любви» Лопе де Вега. Режиссёр: Александр Галко — Карлос
- 2008 — «Бедная невеста» Александра Островского. Режиссёр: Александр Галко — Мерич
- 2009 — «Четыре встречи» композиция по пьесам Анны Богачёвой, Аллы Соколовой, Нины Садур. Режиссёр: Александр Галко — Машинист

Московский театр Олега Табакова
- 2009 — «Волки и овцы» Александра Островского. Режиссёр: Константин Богомолов — Славик, человек Беркутова
- 2009 — «Безумный день, или Женитьба Фигаро» Пьера де Бомарше. Режиссёр: Константин Богомолов — Керубино, первый паж графа
- 2010 — «Признания авантюриста Феликса Круля» Томаса Манна. Режиссёр: Андрей Житинкин — Феликс Круль
- 2010 — «Wonderland-80» Сергея Довлатова и Льюису Кэрроллу. Режиссёр: Константин Богомолов — Марик, Энгельс, а также Слепой Молочник
- 2010 — «Леди Макбет Мценского уезда» Николая Лескова . Режиссёр: Александр Мохов — Сергей
- 2012 — «Брак 2.0 (1-я и 2-я версии)» Антона Чехова. Режиссёр: Александр Марин — Шафер
- 2012 — «Год, когда я не родился» по пьесе Виктора Розова «Гнездо глухаря». Режиссёр: Константин Богомолов — Золотарёв
- 2012 — «Сестра Надежда» Александра Володина. Режиссёр: Александр Марин — Поступающий; Федя, ухажёр девушки
- 2013 — «Двенадцатая ночь» Уильяма Шекспира. Режиссёр: Михаил Станкевич — Себастьян, брат Виолы
- 2014 — «Эмма» Гюстава Флобера по роману «Госпожа Бовари». Режиссёр: Александр Марин — Леон
- 2014 — «Чайка» Антона Чехова. Режиссёр: Константин Богомолов — Семён Семёнович Медведенко
- 2015 — «Мадонна с цветком» по пьесе Марии Глушко «Мадонна с пайковым хлебом». Режиссёр: Александр Марин — Капитан, Военврач, Ванька, Художник
- 2015 — «Буря. Вариации» Уильяма Шекспира. Режиссёр: Александр Марин — Фердинанд, сын короля
- 2016 — «Безымянная звезда» Михаила Себастьяна. Режиссёр: Александр Марин — Григ, приятель Моны
- 2019 — «Моя прекрасная леди» по пьесе Бернарда Шоу «Пигмалион» и одноимённого фильма Джорджа Кьюкора. Режиссёр: Алла Сигалова — Фредди Айнсфорд-Хилл

### Фильмография
1. 2011 — Пятницкий (серия № 10 «Долг») — Василий Донской, сын погибшего участкового уполномоченного полиции
2. 2012 — Телега (короткометражка) — Он
3. 2012 — Моими глазами — Лёша Казанцев
4. 2012 — Мосгаз — Юрков, сержант, участковый инспектор милиции
5. 2013 — Прощание — Александр Линдт, поп-звезда
6. 2013 — Weekend — Макс, угонщик
7. 2013 — Летние каникулы — Денис, музыкант, поэт и романтик
8. 2014 — Бесы — Эркель, прапорщик-артиллерист
9. 2014 — Прощай, любимая! — Леонид Супрунов, адвокат
10. 2015 — Измены — Вячеслав (Слава) Олегович Сальников, любовник Аси, студент, сын олигарха Олега Ивановича Сальникова[5]
11. 2015 — Взгляд из прошлого — Пётр Лебёдкин, оперативник
12. 2015 — Молодая гвардия — Олег Кошевой, один из руководителей советской подпольной антифашистской комсомольской организации «Молодая гвардия» в 1942—1943 годах
13. 2015 — Эти глаза напротив — Валерий Владимирович Ободзинский (в молодости), популярный советский эстрадный певец
14. 2015 — Город — Яша «Цы́ган» (Яков Ильин)
15. 2015 — Он — дракон —
16. 2016 — Анна-детективъ (фильм № 9 «Ночной гость») — Киреев
17. 2016 — Нормальная жизнь (короткометражный фильм) — Дмитрий
18. 2016 — Райский уголок — Петя Нагибин
19. 2017 — Гвоздь (короткометражка) — плейбой
20. 2017 — Невеста — Иван
21. 2017 — Другая кровь — Густав
22. 2017 — Счастье из осколков — Кирилл Солоухин, «мажор»
23. 2017 — Спящие — Саша Терехов, блогер
24. 2017 — Крылья империи — Гирс, однокашник Сергея Кирсанова-Двинского и Левашова
25. 2017 — Плохая дочь — Андрей Перепечко, однокурсник Саши Ясинской, сын декана
26. 2017 — Дожить до любви — Алексей Говоров, сын владелицы крупной строительной компании Арины Алексеевны Мельниковой
27. 2018 — Гурзуф — Яша «Цы́ган», вор
28. 2018 — Свидетели (новелла «Скрипка») — Курт
29. 2019 — Кумир — Николай Березин («Нибер»), московский фарцовщик
30. 2019 — Сколько живёт любовь — Александр
31. 2019 — Короче — Игорь
32. 2019 — Дипломат — Роман Рожков
33. 2019 — Неоконченный бой — младший лейтенант
34. 2019 — Мамы чемпионов — Митя Петров, прыгун в воду, сын директора спорткомплекса Константина Дмитриевича Петрова
35. 2019 — Жуки — Никита Александрович Давыдов, программист, учитель информатики
36. 2020 — Волк — Юрий
37. 2020 — Чума! — Уильям, гонец
38. 2020 — Чума! Вторая волна — Уильям, гонец
39. 2020 — Чумовой Новый год — Уильям, гонец
40. 2020 — Гранд (4 сезон) — Андрей Быковский, актёр
41. 2020 — Пересуд — Пётр Кононенко, автоугонщик
42. 2021 — Призрак — Андрей Фёдоров, хакер
43. 2021 — Ищейка 6 (серия № 16) — Антон «Злой», видеоблогер, парень убитой девушки-блогера Анастасии Ирбис, сын цирковых артистов (воздушных гимнастов)
44. 2022 — Холмс / Holms (в производстве)
45. 2022 — Праздники — Серёжа, парень Лены
46. 2022 — Омут — Сергей
47. 2022 — Вместе веселее — Роман
48. 2023 — Трейдер — Слава
49. 2023 — ГДР — Кирилл Аликин, журналист, спецкор «Маяка»
50. 2023 — Секс. До и после — Слава, бармен (все серии)
51. 2023 — Повышая градус — Владимир
52. 2023 — Лето в городе — Павел
53. 2023 — Смешная история — Пётр I
54. 2024 — Игры — Виталий Сергеевич Тимошкин, ответственный секретарь оргкомитета Олимпиады
55. 2024 — Бывший в помощь — Герман
56. 2024 — Развод по расчёту — Андрей
57. 2025 — Циники — Антон Лебедев, йог

### Телевидение
2019 год
- 18 ноября — Участник шоу «Где логика?» на телеканале ТНТ. Выпуск 29 в 5-м сезоне, 142 — в общей нумерации. В команде сериала «Жуки» с Вадимом Дубровиным и Павлом Комаровым[6].
- 22 декабря — Участник «Анекдот-шоу» с Вадимом Галыгиным в Одноклассниках. Выпуск 13 в 4-м сезоне. В команде с Александром Мартыновым (фиолетовый диван). Серебряные призёры.

2020 год
- 8 марта — Участник шоу «Дело было вечером» на телеканале СТС. Выпуск 2 во 2-м сезоне, выпуск 14 — в общей нумерации выпусков СТС. В команде с Артёмом Ткаченко и Юлианой Карауловой[7].
- 23 марта — Участник шоу «Где логика?» на телеканале ТНТ. Выпуск 4 в 6-м сезоне, выпуск 155 — в общей нумерации. В команде сериала «Жуки» с Вадимом Дубровиным и Павлом Комаровым. Победа[8].
- 3 октября — 26 декабря — Серебряный призёр 7 сезона шоу «Ледниковый период» на Первом канале. Если учитывать подобные предыдущие шоу с другим названием (например, «Звёзды на льду»), то это 10 сезон. В 1 и 2 выпусках у Вячеслава Чепурченко партнёрша Татьяна Тотьмянина, в остальных (3-13 выпуски) — Яна Хохлова[9][10].
- 4 декабря — Участник шоу «Бой с гёрлс» на телеканале «Пятница!». Выпуск «Мягкова, Вайпер, Яровицына & Косяков, Кещян, Чепурченко»[11].
- 14 декабря — Участник шоу «Вечерний Ургант» на Первом канале. Выпуск 1407. Вместе с Яной Хохловой[12].
- 19 декабря — Гость телепрограммы (ток-шоу) «Сегодня вечером» с Максимом Галкиным на Первом канале. Название выпуска «Ледниковый период. Сегодня вечером. За кулисами ледового шоу»[13].

2021 год
- 29 марта — Участник шоу «Где логика?» на телеканале ТНТ. Выпуск 3 в 7-м сезоне, выпуск 190 — в общей нумерации. В команде Мужчин с Павлом Комаровым[14].
- 15 сентября — Участник шоу «Двое на миллион» на телеканале ТНТ. Выпуск 15 во 2-м сезоне, выпуск 40 — в общей нумерации. Участвовал с Вадимом Дубровиным.
- 19 октября — Гость в шоу «Импровизация» на телеканале ТНТ. Выпуск 7 в 7-м сезоне, выпуск 200 — в общей нумерации. Участвовал с Вадимом Дубровиным.
- 1 ноября — Участник телеигры «Форт Боярд» на телеканале СТС. Выпуск 6 в 8-м сезоне.

2022 год
- Участник второго сезона шоу «Звёзды в Африке» на телеканале «ТНТ», где занял пятое место[15].

2023 год
- 25 апреля — Участник шоу «Неигры» на канале «ШАСТУН».

2024 год
- 22 декабря — Участник первого сезона шоу «Шоу из шоу» на телеканале «СТС» в паре с Mia Boyka[16].
- 29 декабря — Участник шоу «Неигры. Сезон Чемпионов» на канале «ШАСТУН».

2025 год
- 11 февраля — Ведущий шоу «Круг» на канале «ИМПРОКОМ».
- С 13 июля — Ведущий шоу «Погоня» на телеканале «ТНТ»[17].